# 始劍齒虎
始劍齒虎屬（學名：Eusmilus），又名始劍虎屬，是一類史前的獵貓科。牠們生存於始新世晚期至漸新世早期的北美洲、歐洲及亞洲。

## 特徵

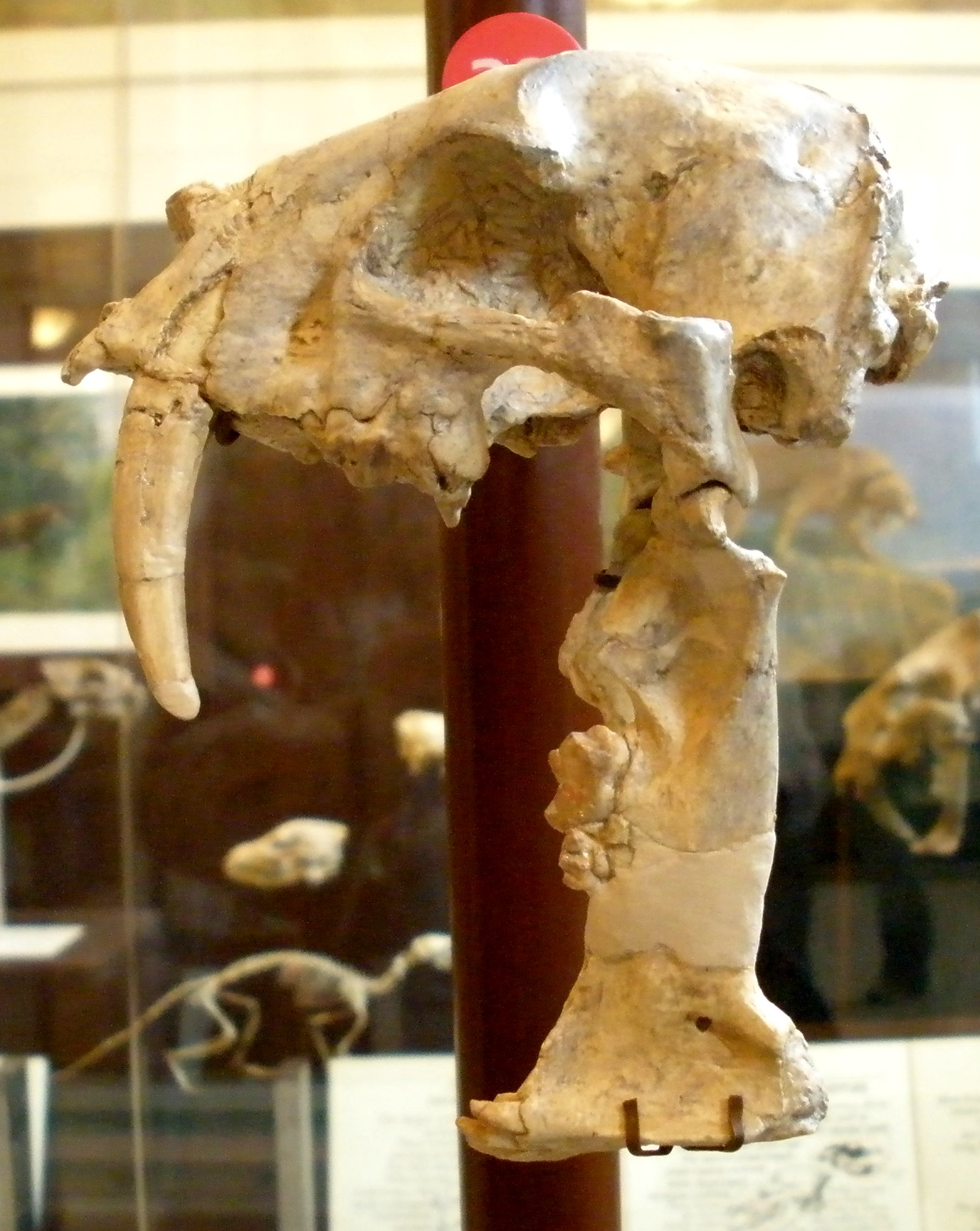
始劍虎的下顎可以張開成直角。

始劍齒虎的身體很長，高如獵豹，有些甚至長達2.5米，估計重70公斤。牠們有一對長的獠牙，外觀像劍齒虎。始劍齒虎的牙齒比較少，只有26隻，相比其他食肉目的44隻少很多。牠們的顎可以張開達90°，方便牠們利用其獠牙。其下顎有骨質的凸緣來保護獠牙。有發現始劍齒虎與獵虎打鬥的化石。

## 下属物种
本属包括以下物种：
- †Eusmilus adelos Barrett, 2021[5]
- †雙齒始劍齒虎 Eusmilus bidentatus (Filhol, 1872)
- †Eusmilus sicarius (Sinclair & Jepsen, 1927)
- †維萊布拉馬始劍齒虎 Eusmilus villebramarensis Peigné & Brunet, 2001